# میمون پاتاس
میمون پاتاس (نام علمی: Erythrocebus patas) نام یک گونه از زیرخانواده دم‌درازیان است.

## نگارخانه

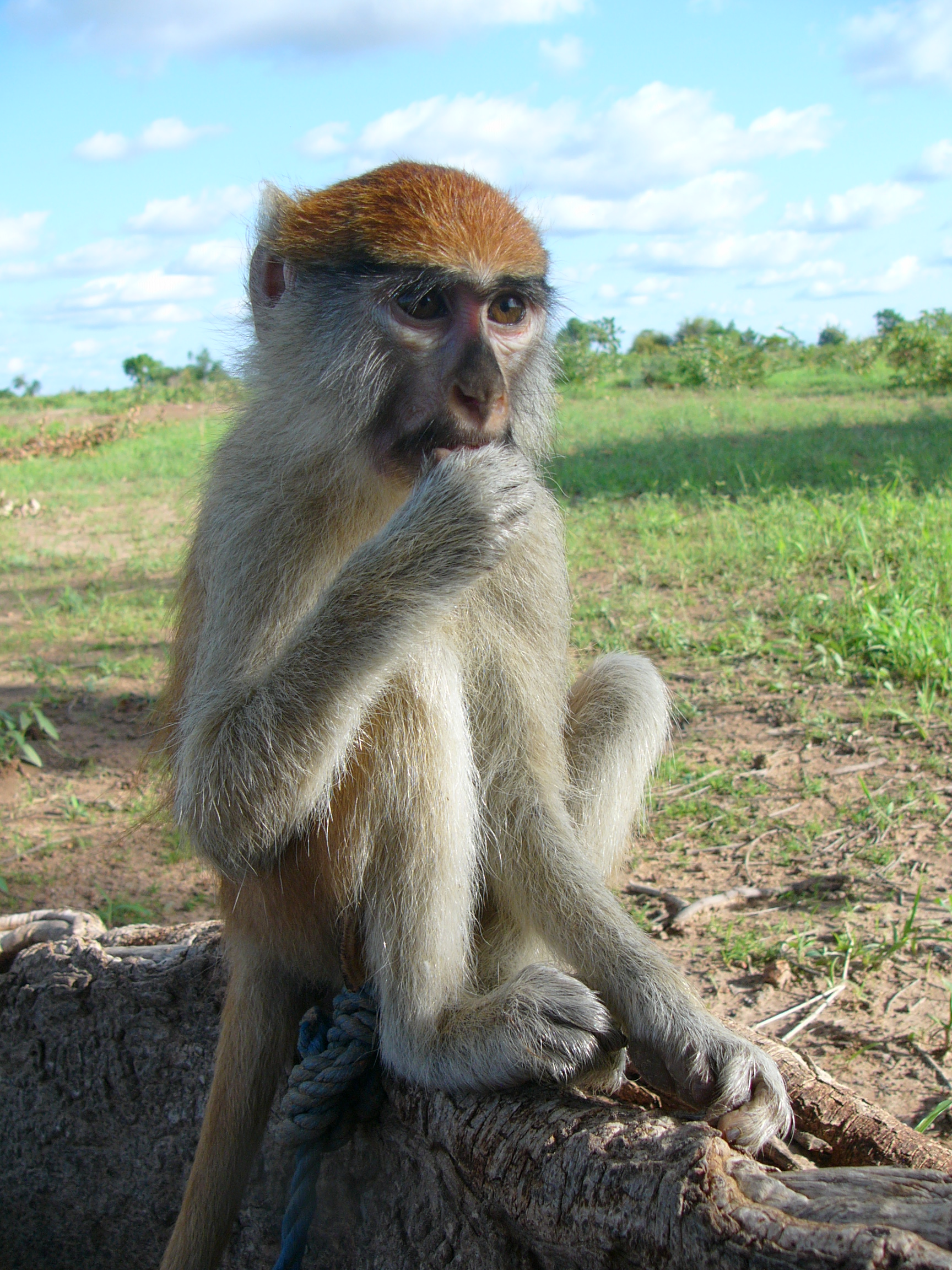
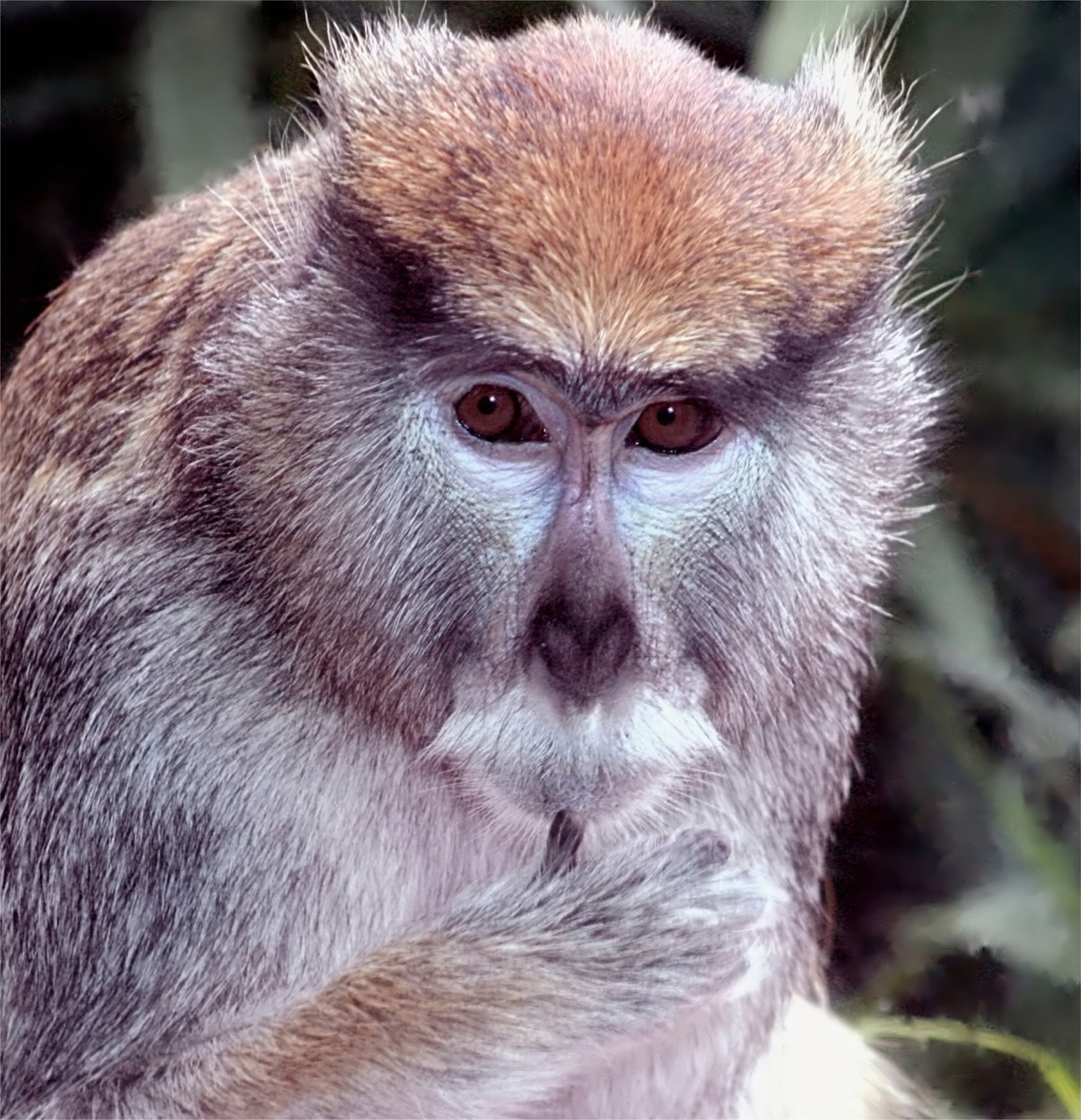
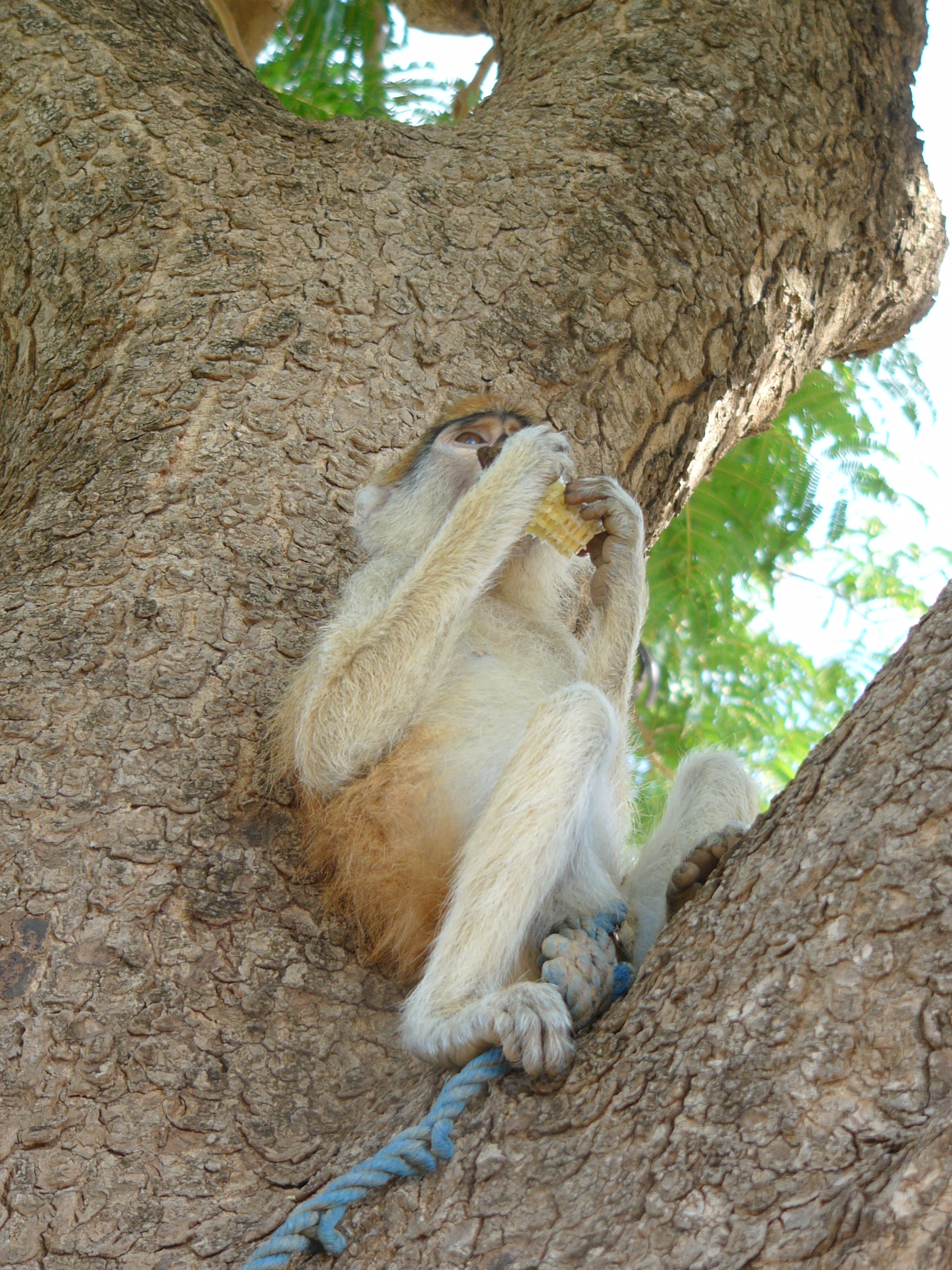
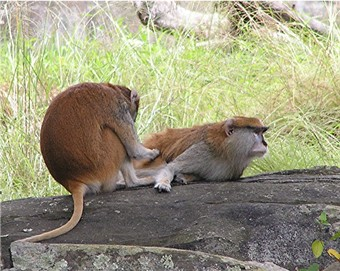